# Kjeld Nielsen (atlet)
 For alternative betydninger, se Kjeld Nielsen. (Se også artikler, som begynder med Kjeld Nielsen)
Kjeld Nielsen (26. juli 1887 i Assens-14. februar 1910 i København) var en dansk atlet medlem af Ben Hur i København.
Kjeld Nielsen deltog i OL 1908 i London og blev slået ud i indledende heat på 1500 meter. Han deltog også på 5 miles, hvor han også blev slået ud i indledende heat med tiden 27,04,8. Han vandt fire danske mesterskaber.
Kjeld Nielsen var kun 22 år gammel da han døde i 1910.

## Danske mesterskaber
- Guld 1908 1 mile 4,47,0
- Guld 1907 1 dansk mil 26,03,0
- Guld 1907 15km cross 1,14,28 (Kongepokalen)
- Bronze 1907 1 mile ?
- Guld 1906 1 dansk mil 25,44,0
- Guld 1906 15km cross 1,06,19 (Kongepokalen )
- Sølv 1905 1 dansk mil 27,30,8

## Personlig rekord
- 1500 meter: 4,15,0 (1908)